# Шапира, Ицхак
Ицхак Шапира — израильский раввин из поселения Ицхар, возглавлявший иешиву «Од Йосеф Хай».

## Деятельность
В 2006 году Шапира был арестован в связи с подозрением в подстрекательстве после публикации им статьи, где он, по сообщению The Jerusalem Post, призвал к убийству или депортации всех палестинских арабов мужского пола старше 13 лет в Иудее и Самарии. В 2008 году он подписал воззвание в защиту израильтян, подозреваемых в избиении двух молодых арабов в день памяти Холокоста. В январе 2010 году Шапира был арестован за его предполагаемое участие в поджоге палестинской мечети в деревне Ясуф, однако позже освобождён согласно решению суда, несмотря на возражения полиции.

## Творчество

### «Царская Тора» («Законы Царя»)
В 2009 году опубликовал книгу «Царская Тора» (другой перевод — «Законы Царя»). В этой книге высказывалось мнение, что евреям, по законам Торы, разрешается убивать «угрожающих Израилю» неевреев, включая «детей злодеев», если таковые «не смогут укрепить еврейский народ» и ожидается, что ребёнок, после того как он вырастет, станет врагом еврейского народа. Раввин Шапира также счёл возможным убийство детей нееврейских лидеров для воздействия на их родителей. По мнению, высказанному Шапирой, гоя, угрожающего жизни еврейского народа, следует убить, даже если он — праведник мира, невиновный в сложившейся ситуации. «Если мы подойдем к гою, нарушающему семь заповедей потомков Ноя, и убьём его из неравнодушия к исполнению семи заповедей, на то нет никакого запрета», пишет Шапира, подчеркивая далее, что это возможно только после соответствующего судебного постановления. «Царская Тора» распространялась иерусалимской иешивой «Еврейская Идея», которая, по оценке The Jerusalem Post, придерживается идей покойного раввина Меира Кахане.
«Царская Тора» получила одобрение со стороны раввина Залмана Нехамии Гольдберга и нескольких других раввинов. Вместе с тем, книга подверглась в Израиле резкой критике за возможное разжигание ненависти. Член Кнессета от партии Авода Офир Пинес-Паз призвал юридического советника правительства открыть уголовное расследование против Шапиры в связи с этой книгой. В июне 2010 года, после того как появилось объявление о начале продажи книги Шапиры, он был арестован по подозрению в разжигании межрасовой ненависти и подстрекательстве к убийству неевреев. Заступившиеся за него раввины Дов Лиор и Яаков Йосеф также были арестованы в 2011 году, что вызвало протесты их сторонников. Раввин Дов Лиор заявил, что «Царская Тора» занимается исключительно трактовкой положений Галахи (традиционного еврейского права), а не вопросами современной политики. Он добавил, что в книге рассматривается вопрос об отношении евреев к гоям в военное время и о возможности нанесения при этом ущерба гражданскому населению, в соответствии с еврейской традицией. «В соответствии с Торой, во время войны нанесение ущерба вражеской стороне не проблематично, даже если ты знаешь, что пострадают невиновные люди, — отметил Лиор. — В этом нет ничего хорошего, но тут ничего не поделаешь, такова реальность. ЦАХАЛ никогда не обстреливает гражданское население просто так».
28 мая 2012 года юридический советник правительства Йехуда Вайнштейн распорядился закрыть дело, начатое против авторов книги «Царская Тора» раввинов Йосефа Элицура и Ицхака Шапира, а также против раввинов, одобривших книгу. Вайнштейн счёл невозможным доказать злой умысел авторов книги.